# Union sportive de Montauban 82
L'Union sportive de Montauban 82 (US Montauban 82) était une équipe cycliste élite basée à Montauban, en Tarn-et-Garonne. Si originellement le club est créé le 31 mars 1909, il est transformé en équipe cycliste élite à la fin des années 1980, et est dirigée par Max Carcy jusqu'en 2018. Le club a fait partie des meilleurs clubs amateurs du grand Sud-Ouest de la France et a notamment pu évoluer en 1999 et entre 2003 et 2008 en Division Nationale I. Club de Division Nationale II puis III au milieu des années 2000 et 2010, il disparaît finalement en 2018 à la suite de la création du Montauban Cyclisme Formation 82 et au remerciement par la municipalité de son manager général historique, Max Carcy, 82 ans.

## Histoire de l'équipe

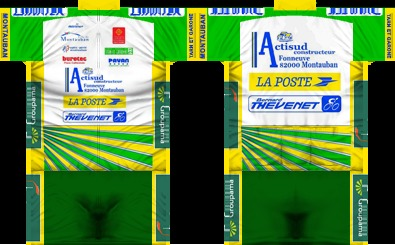
Le maillot de l'US Montauban en 2006.

En trente années d'existence, le club est parvenu à remporter la Coupe de France des Clubs de Première Division une seule fois, en 1997. La saison 1999 est marquée également par l'éclosion spectaculaire d'Alexandre Botcharov, victorieux à une vingtaine de reprises. Par la suite, le club évoluera en Division Nationale I, jusqu'en 2007. Début 2008, le club est relégué en Division Nationale 2

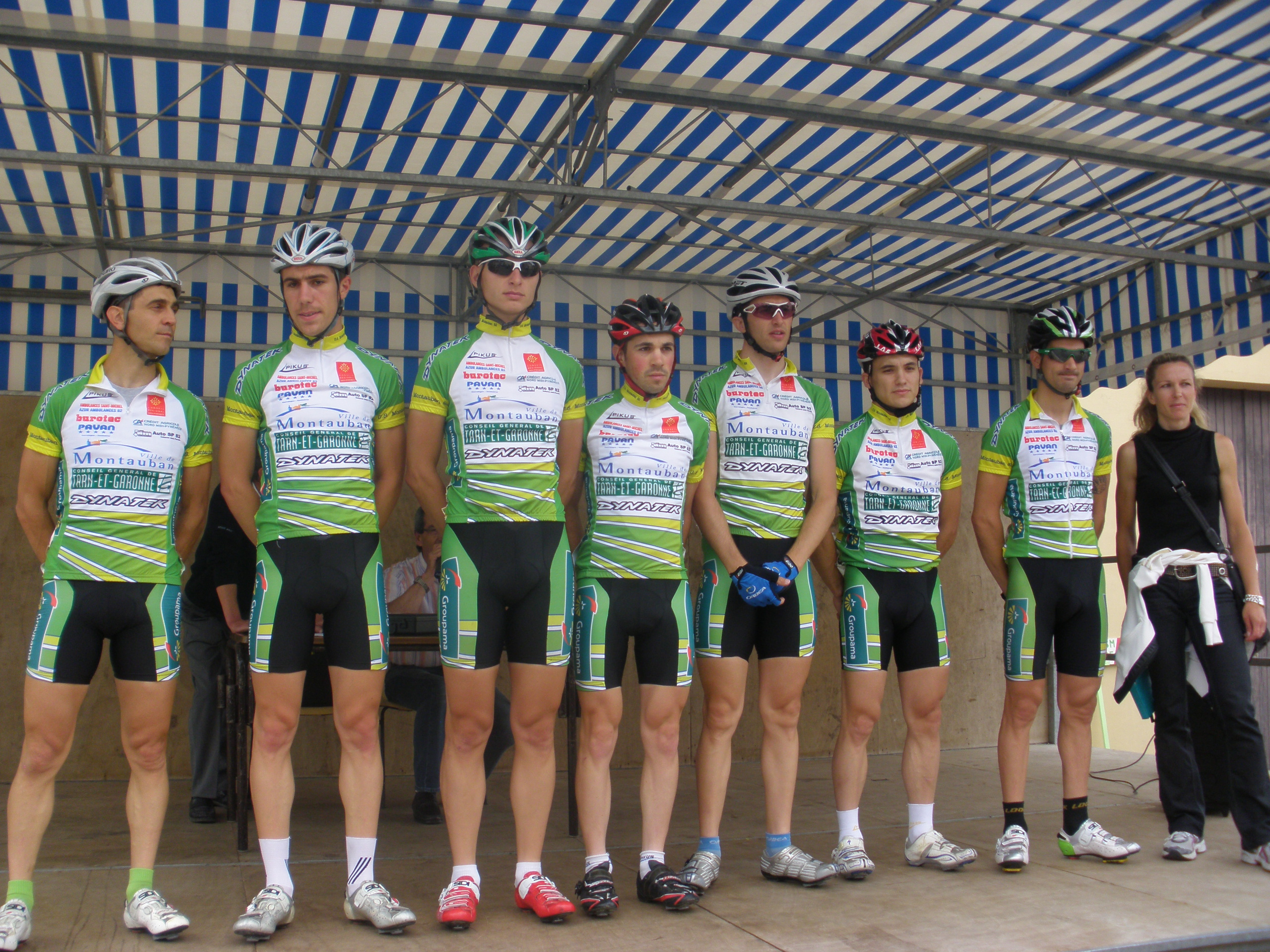
L'US Montauban lors de la présentation des équipes du Tour du Tarn-et-Garonne 2010.

De nombreux coureurs ont évolué dans l'équipe montalbanaise. Parmi eux, une poignée sont même passés professionnels après leur passage au club de la cité d'Ingres: Laurent Jalabert, Alexandre Botcharov, Thomas Davy, Laurent Roux, Olivier Asmaker, Christopher Jenner, Didier Virvaleix, Eddy Lembo, Laurent Estadieu, Jean-Luc Delpech, James Spragg, Julien Loubet, Lars Pria, ou encore Scott Lyttle. Inversement, l'équipe a accueilli à plusieurs reprises des anciens coureurs professionnels, à l'image de Gilles Canouet, Julien Mazet ou bien Carl Naibo ou Mathieu Perget.
Outre l'équipe élite, le club comprend un groupe de coureurs espoirs, féminines, juniors, cadets, minimes, UFOLEP et gère également une école de cyclisme. Depuis plusieurs années, le club s'ouvre même à la pratique du VTT, de la piste mais aussi du Cyclo-cross. En moyenne, le club compte entre 150 et 250 membres (234 en 2009)
</references>.
Enfin, le club organise des compétitions régulièrement. Un cyclo-cross d'envergure régionale est organisé chaque hiver sur le Cours Foucaut à Montauban tandis que le Tour du Tarn-et-Garonne attire coureurs amateurs et professionnels depuis 1987. Une critérium disputé en nocturne est également organisé depuis 2006. Il a lieu chaque année la première semaine de septembre et se court sur un circuit urbain de 1 300 mètres.
Les épreuves organisées par l'US Montauban disparaissent progressivement à partir de 2016 à la suite de la création du Montauban Cyclisme Formation 82, seule le traditionnel cyclo-cross de la ville début novembre est réorganisé sur les rives du Tarn.
Le décès de Max Carcy, survenu le 21 mai 2022, marque l'arrêt définitif de l'équipe.

## US Montauban 82 en 2014

### Effectif
| Coureur              | Date de naissance | Nationalité      | Équipe 2013              |
| -------------------- | ----------------- | ---------------- | ------------------------ |
| Rémi Benarfa         | 3 septembre 1992  | France           | Martrais                 |
| Florent Castellarnau | 27 juin 1993      | France           | VS Narbonnais            |
| Damien Casteran      | 28 août 1990      | France           | Martrais                 |
| Guillaume De Almeida | 2 juillet 1988    | France           | US Montauban 82          |
| Alexandre Fadeev     | 14 mars 1988      | Russie           | Girondins de Bordeaux    |
| Kévin Hamel          | 21 décembre 1990  | France           | UVC Charleville-Mézières |
| Jérémy Loubeau       | 1er juillet 1992  | France           | Occitane CF              |
| Vincent Loustau      | 22 mai 1994       | France           | UC Orthezienne           |
| Scott Mullaly        | 6 décembre 1991   | Nouvelle-Zélande |                          |
| Mathieu Perget       | 18 septembre 1984 | France           | US Montauban 82          |
| Patrick Szewe        | 2 avril 1993      | France           | US Montauban 82          |

### Victoires
Aucune victoire UCI.

## Principales victoires
- 1950
  - Championnats de France amateurs
- 1997
  - Coupe de France des Clubs Amateurs
- 1999
  - Tour du Finistère

## Principaux coureurs
| - Laurent Jalabert - Olivier Asmaker - Alexandre Botcharov - Stéphane Barthe - François Parisien - Jean-Luc Delpech - Scott Lyttle - Igor Pavlov - Carl Naibo - Mathieu Perget - Laurent Estadieu - Laurent Roux - Thomas Davy - Christopher Jenner - Didier Virvaleix - Eddy Lembo - Gilles Canouet - James Spragg - Julien Mazet - Mickaël Szkolnik - Julien Loubet - Vadim Shaekov - Guillaume De Almeida - Lars Pria |  | - Charles Ausset - Giuseppe Ribolzi - Christophe Lanxade - Tomasz Kaszuba - Marcin Slezak - Grzegorz Kwiatkowski - Éric Frutoso - David Escudé - Christophe Rinero - Mika Nieminen - Ramuntxo Garmendia - Adam Illingworth - Stéphane Reimherr - Romain Leroy - Mathieu Lamothe |

## Effectif 2010
L'équipe totalise 68 succès (84 toutes catégories confondues) dont 10 pour Carl Naibo et 6 pour Stéphane Reimherr.

## Effectif 2009
L'équipe totalise 49 succès dont 16 pour Carl Naibo.

## Organisations
- Tour du Tarn-et-Garonne
- Nocturne de Montauban
- Cyclo-Cross de la ville de Montauban
- Grand Prix d'Albefeuille-Lagarde (catégories jeunes)